# Andrée Scufflaire
Andrée Scufflaire (Saint-Ghislain, 29 juli 1922 – Ukkel, 10 december 2014) was een Belgisch rijksarchivaris en historica.

## Levensloop
Na haar studies, die ze besloot met een doctoraat in de geschiedenis en een aggregaat voor het hoger onderwijs, werd Scufflaire rijksarchivaris-paleograaf in Bergen en vervolgens in het Algemeen Rijksarchief in Brussel. Ze beklom de hiërarchische ladder van adjunct-conservator, conservator, werkleider, afdelingshoofd en departementshoofd. Ze werd tevens directeur van de dienst sigillografie, restauratie en fotografie bij het Rijksarchief.

## Raden
Andrée Scufflaire was actief in heel wat adviesraden en commissies.
- Voor wat betreft archieven:
  - lid en secretaris van de Wetenschappelijke raad voor het Algemeen Rijksarchief en Rijksarchief in de Provinciën
  - lid van de Commissie Archievenpatrimonium
  - lid, secretaris en vervolgens voorzitter van de Commissie Sigillografie bij de Internationale Raad van Archieven
- Voor wat betreft heraldiek:
  - lid van de 'Conseil héraldique et de vexillologie de la Communauté française'
  - lid van de Internationale Academie voor Heraldiek
  - erelid van de 'Société française d'héraldique et de sigillographie'
- Voor wat betreft de adel:
  - Lid van de Raad van Adel van 1980 tot 1997.
  - Voorzitter van de Raad van Adel van 1989 tot 1992.

## Publicaties
Andrée Scufflaire is auteur van talrijke historische studies en archiefinventarissen. Zijn te vermelden:
- Les serments d'inaugurations des comtes de Hainaut, 1272-1427, in: Anciens Pays et Assemblées d'Etats, 1950, blz. 79-132
- Documents concernant l'histoire de la Belgique conservés parmi les archives de l'Ordre de Saint Jean de Jérusalem à la 'Royal Malta Library', La Valette, 1963
- Le sceau de Marie de Bourgogne pour la Hollande, la Zélande et la Frise, in: Hommage au Professeur Paul Bonenfant, Brussel, 1964
- Les fiefs directs des comtes de Hainaut de 1349 à 1504, 6 volumes, Brussel, 1978-1996
- L'héraldique des communes de l'agglomération, in: La région de Bruxelles. Des villages d'autrefois à la ville d'aujourd'hui, Brussel, 1988